# Грозный-Сити 2
Грозный-Сити 2 — проект многофункционального комплекса в Грозном, являющийся расширением и второй очередью делового квартала Грозный-Сити. В данный момент продолжаются работы по проектированию комплекса.
Эскизный проект нового многофункционального комплекса, который планируется построить в столице Чечни, был представлен в августе 2013 года. Проект получил одобрение президента Чечни Рамзана Кадырова. Планируется, что строительство комплекса начнётся в июле 2014 года. По утверждению местных властей, проект будет реализовываться исключительно за счёт инвестиций коммерческих структур, в частности шейхов Мухаммада и Тахнуна бин Заид Аль-Нахайанов из ОАЭ.
Главной частью комплекса станет небоскрёб «Ахмат» («Башня Ахмат», «Ахмат Тауэр»), внешний вид которого будет архитектурной отсылкой к чеченским средневековым сторожевым башням. Здание названо именем Ахмата Кадырова — первого президента Чеченской Республики в составе Российской Федерации, отца Рамзана Кадырова. Планируется, что в «Башне Ахмат» будет 102 этажа. Высота небоскрёба будет 365 метров, а со шпилем — 435 метров. В здании будут располагаться гостиница на 500 номеров, офисная зона, элитный жилой комплекс на 100 квартир, научный центр, кинотеатр, музей, фонтаны, бассейны, рестораны и другие объекты.
Кроме «Башни Ахмат», в состав комплекса войдёт ещё ряд объектов, в частности большой крытый бассейн, построенный над рекой Сунжа на всём протяжении комплекса.

## Критика
Политолог Леонид Радзиховский считает, что здание станет символом развития Чечни и одновременно будет символизировать могущество и власть самого Кадырова.